# Calamochrous bipunctalis
Calamochrous bipunctalis là một loài bướm đêm trong họ Crambidae.